# Rafael Ángel de la Peña
Rafael Ángel de la Peña (Ciudad de México, 23 de diciembre de 1837 - Zacatecas, Zacatecas, 21 de mayo de 1906) fue un filólogo, gramático, catedrático, diplomático, político y académico mexicano. Su obra gramatical fue elogiada por Marcelino Menéndez Pelayo, quien la consideró como uno de los mejores trabajos publicados después de los de Andrés Bello y Rufino Cuervo.

## Semblanza biográfica
Ingresó al Seminario Conciliar de México, estudió teología, derecho civil, derecho canónico, filosofía, lengua latina y literatura clásica. Impartió cátedra de latín, literatura, matemáticas y gramática en el Colegio de San Juan de Letrán y en la Escuela Nacional Preparatoria, en este última, con el paso de los años, llegó a ser profesor decano.
En el ambiente diplomático, fue designado cónsul general honorario de Colombia en México en 1897. Como académico, el 11 de septiembre de 1875, fue miembro fundador de la Academia Mexicana de la Lengua, ocupó la silla XI, fue nombrado secretario de la institución en 1883, cargo que ejerció de manera perpetua hasta su muerte, la cual ocurrió el 21 de mayo de 1906 en la ciudad de Zacatecas, cuando era senador en funciones en el Congreso de la Unión. Fue miembro correspondiente de la Real Academia Española.

## Obras publicadas
Publicó diversos trabajos sobre gramática y filología a través de las Memorias de la Academia. Relalizó críticas literarias de algunas obras de Rafael Delgado, Joaquín Arcadio Pagaza, Justo Sierra, Amado Nervo y Joaquín García Icazbalceta. Entre sus títulos publicados se encuentran:
- Gramática teórica y práctica de la lengua castellana, 1898.
- Nueva gramática de la lengua castellana, 1912.
- Influencia de los métodos lógicos en el progreso de las ciencias
- Sobre la tendencia actual de la ciencia
- Tratado del gerundio
- Obras de Rafael Ángel de la Peña, compendio de discursos, artículos literarios, ensayos, y estudios gramaticales, 1900.